# آژ۲آر لا موندیال
آژ۲آر لا موندیال (فرانسوی: AG2R La Mondiale‎) یک تیم دوچرخه‌سواری در کشور فرانسه است.
این تیم که در سال ۱۹۹۲ تأسیس شده به عنوان یک تیم حرفه‌ای در مسابقات تور جهانی دوچرخه‌سواری شرکت میکند. از معروف‌ترین دوچرخه‌سواران این تیم میتوان به الکساندر وینوکورف و سایمون گرنز اشاره کرد.